# Ярославское (Курганская область)
Начало селу Ярославскому было положено в 1845 г., когда в Чернавскую волость Курганского уезда прибыли крестьяне-переселенцы центральных губерний России. Незадолго до этого в волости было проведено межевание земель и нарезаны переселенческие участки. Пахотная земля одного из них ранее принадлежала крестьянам Ярославцевым из д. Обуховой, которые по обычаям того времени свободно пользовались ею и обрабатывали столько, сколько были в состоянии. От фамилии этих крестьян и получил свое название участок Ярославский, заселенный выходцами из Великолукского уезда Псковской губернии. В середине XIX в. после открытия самостоятельного прихода участок Ярославский становится селом с тем же наименованием. Оно расположилось по берегам двух ручьев, соединяющихся на западном краю селения в речку Нижне-Черную, впадающую в реку Тобол.
Ярославское — село в Притобольном районе Курганской области России. Входит в состав Раскатихинского сельсовета.

## География
Село находится на юге Курганской области, в пределах юго-западной части Западно-Сибирской равнины, в лесостепной зоне, на правом берегу реки Чёрной, на расстоянии примерно 19 километров (по прямой) к северо-востоку от села Глядянского, административного центра района. Абсолютная высота — 120 метров над уровнем моря.
Климат
Климат характеризуется как резко континентальный, с холодной продолжительной малоснежной зимой и тёплым сухим летом. Среднегодовая температура — 1,6 °C. Средняя температура воздуха самого холодного месяца (января) составляет −17,9 °C (абсолютный минимум — −47 °С); самого тёплого месяца (июля) — 19,3 °C (абсолютный максимум — 41 °С). Вегетационный период длится 168 дней. Годовое количество атмосферных осадков — 346 мм, из которых 263 мм выпадает в период с апреля по октябрь. Продолжительность периода с устойчивым снежным покровом равна 157 дням.

## Население
| 1989 | 2002 | 2010 | 2012 | 2013 | 2014 | 2015 |
| ---- | ---- | ---- | ---- | ---- | ---- | ---- |
| 552  | ↘463 | ↘391 | ↘384 | ↘366 | ↗375 | ↘367 |
| 2016 | 2017 | 2018 | 2019 |      |      |      |
| ↘364 | ↘362 | ↘355 | ↗358 |      |      |      |

Гендерный состав
По данным Всероссийской переписи населения 2010 года в гендерной структуре населения мужчины составляли 50,1 %, женщины — соответственно 49,9 %.
Национальный состав
Согласно результатам Всероссийской переписи населения 2002 года, в национальной структуре населения русские составляли 98 %.